# Phá dỡ tàu

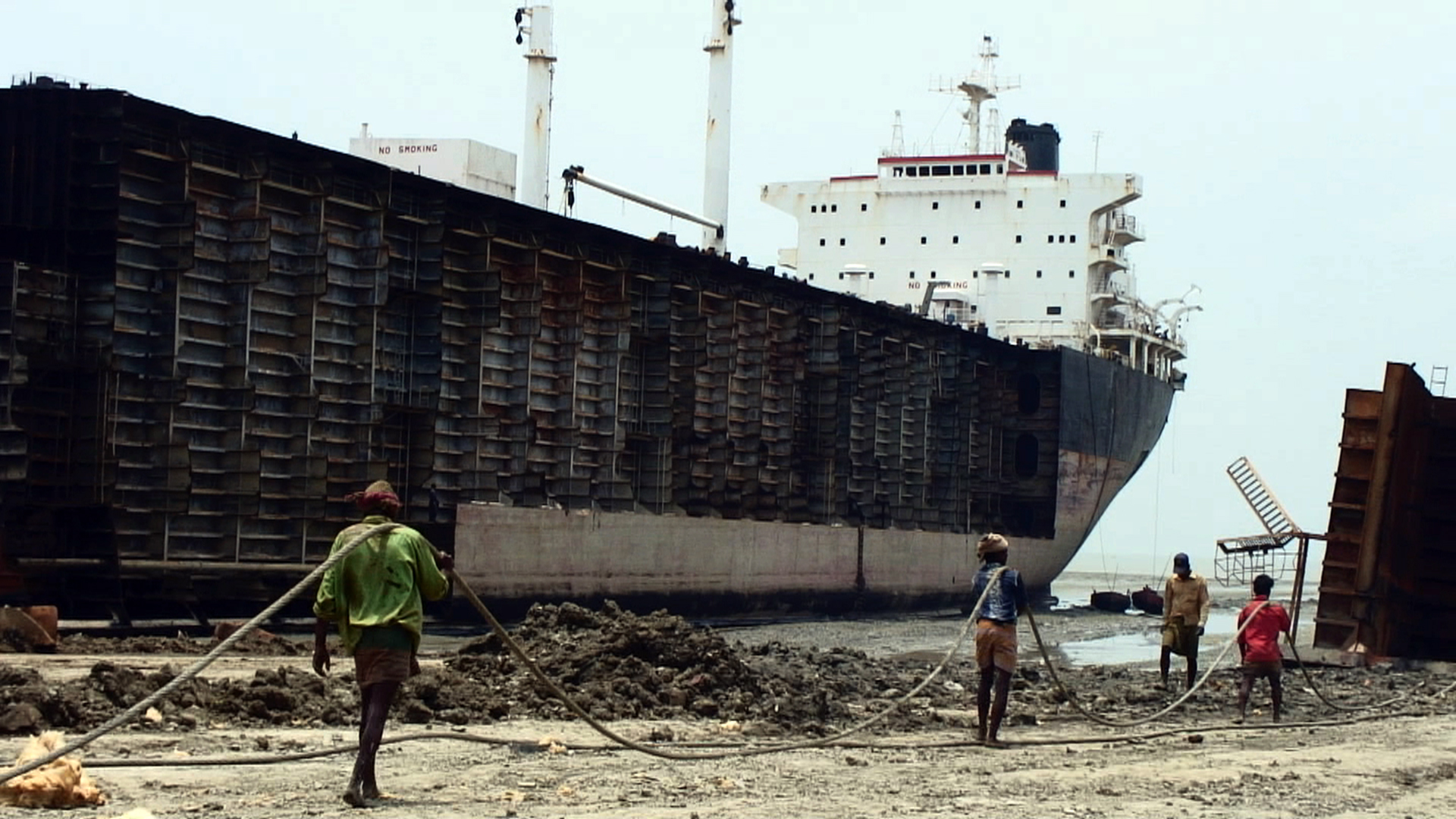
Công nhân kéo tấm thép lên bờ từ những con tàu bị mắc kẹt ở Chittagong, Bangladesh

Phá tàu hoặc phá hủy tàu là một loại xử lý tàu liên quan đến việc phá tàu để lấy nguồn phụ tùng, có thể được bán để tái sử dụng, hoặc để khai thác nguyên liệu thô, chủ yếu là phế liệu. Nó cũng có thể được gọi là tháo dỡ tàu, hoặc tái chế tàu. Các tàu hiện đại có tuổi thọ từ 25 đến 30 năm trước khi bị ăn mòn, mỏi kim loại và thiếu các bộ phận khiến chúng trở nên không kinh tế khi vận hành. Phá tàu cho phép các vật liệu từ tàu, đặc biệt là thép, được tái chế và chế tạo thành các sản phẩm mới. Điều này làm giảm nhu cầu về quặng sắt khai thác và giảm sử dụng năng lượng trong quá trình luyện thép. Đồ đạc và các thiết bị khác trên tàu cũng có thể được tái sử dụng. Mặc dù việc phá tàu là bền vững, vẫn có những lo ngại về việc các nước nghèo sử dụng mà không có luật pháp nghiêm ngặt về môi trường. Nó cũng sử dụng lượng lao động lớn và được coi là một trong những ngành nguy hiểm nhất thế giới.
Trong năm 2012, khoảng 1.250 tàu biển đã bị hỏng và tuổi trung bình của chúng là 26 năm. Năm 2013, tổng số tàu bị phá hủy trên thế giới lên tới 29.052.000 tấn, 92% trong số đó đã bị phá hủy ở châu Á. Tính đến tháng 1 năm 2020, Ấn Độ có thị phần lớn nhất toàn cầu ở mức 30%; tiếp theo là Bangladesh, Trung Quốc và Pakistan. Alang, Ấn Độ hiện có nghĩa địa tàu lớn nhất thế giới, tiếp theo là Sân phá tàu Chittagong ở Bangladesh và Gadani ở Pakistan.
Các nguồn tàu lớn nhất lần lượt là các quốc gia Trung Quốc, Hy Lạp và Đức, mặc dù có sự khác biệt lớn hơn trong nguồn tàu sân bay so với việc xử lý. Các bãi phá tàu của Ấn Độ, Bangladesh, Trung Quốc và Pakistan sử dụng 225.000 công nhân cũng như cung cấp nhiều công việc gián tiếp. Ở Bangladesh, thép tái chế đáp ứng 20% nhu cầu của đất nước và ở Ấn Độ là gần 10%.
Thay thế cho việc phá tàu, tàu có thể bị đánh chìm để tạo ra các rạn san hô nhân tạo sau khi loại bỏ các vật liệu nguy hiểm được ủy quyền hợp pháp hoặc chìm trong vùng nước biển sâu. Lưu trữ là một lựa chọn tạm thời khả thi, cho dù trên đất liền hay nổi, mặc dù tất cả các tàu cuối cùng sẽ bị tháo dỡ, bị đánh chìm hoặc được bảo tồn trong các bảo tàng.